# Gagea scythica
Gagea scythica là một loài thực vật có hoa trong họ Liliaceae. Loài này được Artemczuk miêu tả khoa học đầu tiên năm 1940.